# 松希夫人
松希夫人（?—?）昔氏，新羅末代君主敬顺王的夫人。
松希夫人在古典文献中没有记载，1934年庆州金氏的金景大所编著《新罗三姓渊源谱》记载她是敬顺王登上王位之前所娶的夫人。生有五子：金佺（901年?-935年?）、完山君金瑤（903年?-?，骨山金氏之祖）、金琨（905年?-935年?，骨山金氏之祖）、廣州君金英（907年?-?，大邱金氏之祖）三大君金奮（909年?-?，骨山金氏之祖）。古代文献只记载敬顺王的夫人是竹房夫人和高丽太祖的女儿安貞淑儀公主，很多学者认为松希夫人是庆州金氏后人虚构的人物。